# Черноглав щиглец
Черноглав щиглец (Chloris ambigua) е вид птица от семейство Чинкови (Fringillidae).

## Разпространение и местообитание
Разпространен е във Виетнам, Китай, Лаос, Мианмар и Тайланд.